# حامد آفاق
حامد آفاق اسلامیه (متولد ۱۲ بهمن ۱۳۶۱ در مشهد) بازیکن تیم ملی بسکتبال ایران و عضو تیم بسکتبال شهرداری اراک می‌باشد. وی با حامد سهراب نژاد هم تیمی خود در تیم ملی باجناغ است. وی امسال به تیم بسکتبال شهرداری اراک پیوست.ویژگی بازی آفاق در پرتاب‌های سه امتیازی می‌باشد. 

## ورود به دنیای حرفه ای
آفاق بسکتبال را از پنجم دبستان شروع کرد. آفاق در مشهد در دبستان پاسداران درس می خواند. مدیر دبستان که فردی بسکتبال دوست بود؛ حامد آفاق را برای ورود به بسکتبال انتخاب کرد. آفاق در ادامه با فرداد کاظمیان آشنا شد. حامد آفاق در مورد فرداد کاظمیان می گوید: 
مربی من در مشهد، آقای فرداد کاظمیان از زندگی شخصی خود می‌زد تا یک یا چند بازیکن مثل من درست کند.حتی جمعه‌ها ما را پشت پارک ملت می‌برد و دو ساعت تمرین می‌داد. آخر هفته ما را به کوه‌های آب و برق می‌برد و دو ساعت می‌دویدیم، آن هم بدون هیچ چشم داشتی. عاشق بسکتبال بود و اصلا به پول فکر نمی‌کرد. سعی می‌کرد ستاره تحویل کشور و تیم ملی دهد. ضمن اینکه دانش کافی را هم داشت.
آفاق در زمان ریاست علی غضنفری بر فدراسیون بسکتبال ایران و در جریان برنامه استعدادیابی مربیانی نظیر سعید فتحی وارد دنیای حرفه ای ورزش شد.

## افتخارات

### ملی

#### جام ملتهای آسیا
- قهرمان ۲۰۰۷
- قهرمان ۲۰۰۹
- قهرمان ۲۰۱۳

#### بازی‌های آسیایی
- مدال برنز سال ۲۰۰۶
- مدال برنز سال ۲۰۱۰

#### بازی‌های کشورهای اسلامی
- مدال برنز سال ۲۰۰۵

#### بازی‌های غرب آسیا
- مدال طلا در سال‌های ۲۰۰۴ و ۲۰۰۵
- مدال طلا سال ۲۰۱۱

#### کاپ آسیا
- - قهرمان ۲۰۱۲

### باشگاهی

#### جام باشگاه‌های آسیا
- مدال طلا در سال‌های ۲۰۰۷ و ۲۰۰۸ (صباباتری) ۲۰۰۹ و ۲۰۱۰ (مهرام)

#### قهرمانی باشگاه‌های غرب آسیا
- مدال طلا ۲۰۰۷ (صباباتری) ۲۰۱۰ (مهرام)
- مدال نقره در سال‌های ۲۰۰۵، ۲۰۰۶ و ۲۰۰۸
- مدال برنز ۲۰۰۹ (صبامهر)

#### سوپر لیگ ایران
- مدال طلا در سال‌های ۲۰۰۴، ۲۰۰۶ و ۲۰۰۷ (صباباتری) ۲۰۱۰ (مهرام)